# Вжонца (Поморське воєводство)
Вжонца (пол. Wrząca) — село в Польщі, у гміні Кобильниця Слупського повіту Поморського воєводства.
Населення — 478 осіб (2011).
У 1975-1998 роках село належало до Слупського воєводства.

## Демографія
Демографічна структура станом на 31 березня 2011 року:
|          | Загалом | Допрацездатний вік | Працездатний вік | Постпрацездатний вік |
| -------- | ------- | ------------------ | ---------------- | -------------------- |
| Чоловіки | 246     | 60                 | 174              | 12                   |
| Жінки    | 232     | 54                 | 153              | 25                   |
| Разом    | 478     | 114                | 327              | 37                   |